# Santa Maria della Scala (Rom)
Santa Maria della Scala (ital.) (dt.: Heilige Maria von der Treppe, lat.: Ecclesia Sanctae Mariae de scala), ist eine katholische Kirche im römischen Stadtviertel Trastevere. Sie ist Filialkirche der Pfarrei Santa Dorothea und Titelkirche der gleichnamigen Titeldiakonie (lat. Diaconia Sanctae Mariae Scalaris). Seit dem Bau ist sie auch Klosterkirche des gleichnamigen Konvents der unbeschuhten Karmeliten.

## Lage
Die Kirche liegt an der gleichnamigen Piazza auf halber Strecke der Via della Scala in Rom.

## Geschichte
Die Kirche wurde von 1593 bis 1610 erbaut; bis 1624 dauerte die Vervollständigung der Fassade. Anlass für den Bau war ein Wunder, das der Ikone der „Madonna della Scala“ (benannt nach ihrem Aufbewahrungsort am Treppenaufgang eines Nachbarhauses) zugeschrieben wurde. Nach der Überlieferung soll eine Hebamme vor dem Bild gebetet haben, als ihre stumm geborene Tochter unvermittelt zu sprechen begann.
Noch während der Bauzeit übergab Papst Clemens VIII. 1597 mit der Bulle Sacrarum Religionum die Kirche dem Orden der Unbeschuhten Karmeliten, die bis dahin außerhalb Spaniens in Italien lediglich mit einem Kloster in Genua vertreten waren, um bei der Kirche ein Kloster zu errichten. Kloster und Betreuung der Kirche durch die Karmeliten bestehen bis heute.
Die Kirche wurde am 14. Januar 1684 von Papst Alexander VII. zur Titeldiakonie erhoben, indem er den zuvor bestehenden Titel von Santa Maria Nuova hierher übertrug, Santa Maria Nuova wurde später zur Titelkirche.